# Ramón Castilla
Ramón Castilla y Marquesado (Tarapacá, 13 agosto 1797 – Tarapacá, 25 maggio 1867) è stato un politico e militare peruviano, che assunse la carica di Presidente del Perù in quattro occasioni: due volte come Presidente Costituzionale (1845-51,1858-62) e due volte come Presidente provvisorio..
Governò in totale 12 anni, e fu il Presidente che governò di più dopo Augusto B. Leguìa.
È stato Ministro delle Finanze della Repubblica Peruviana (1839).
È considerato il primo presidente progressista e innovativo della Repubblica Peruviana. Tra le tante riforme, quella con cui viene maggiormente identificato riguarda l'emancipazione degli schiavi (nel 1854). Oltre a questa si ricordano: l'abolizione del tributo degli indigeni, la dichiarazione della libertà di stampa, ma anche la costituzione di un ufficio diplomatico, una profonda riforma dell'amministrazione pubblica, riforma dell'istruzione, modernizzato l'esercito e la marina militare, avviò lo sviluppo del Rio delle Amazzoni. È considerato il patrono della cavalleria dell'esercito peruviano.